# Colin Nelson
Colin Ross Nelson (Montréal, 17 novembre 1942) è un ex slittinista ed ex bobbista canadese.

## Partecipazioni olimpiche

### Slittino
| Competizione | Pos. | Data            | Città    |
| ------------ | ---- | --------------- | -------- |
| Singolo      | 37ª  | 4 febbraio 1968 | Grenoble |

### Bob
| Competizione | Pos. | Data             | Città     |
| ------------ | ---- | ---------------- | --------- |
| Bob a 2      | 18ª  | 7 febbraio 1976  | Innsbruck |
| Bob a 4      | 17ª  | 14 febbraio 1976 | Innsbruck |